# 徳田重男
徳田 重男（とくだ しげお、1934年〈昭和9年〉8月18日 - ）は、日本のAV男優。日本最高齢のAV男優として知られ、現在までに350本 を越えるハードコア作品に出演している。2017年9月時点では世界最高齢のポルノスターとしてギネス世界記録に認定されている。なお、「徳田」は芸名である。「松木梅吉」名義の作品もある。

## 経歴
1934年（昭和9年）、東京都中央区に生まれる。1957年に大正大学卒業後、電機部品メーカーやパチンコ台メーカーなどを転々とした後、1975年に旅行代理店に就職。70歳で退職。
旅行代理店時代に出張で宿泊したホテルで見た有料AVに興味を持ち、自らメーカーを調べて、FA映像出版にたどり着く。同社に行き、社長兼監督のヘンリー塚本から直接、AVを買うようになった。通いつめるうちに塚本からAVへの出演を提案される。最初は冗談だと思って断っていたが、2年間、熱心に出演交渉され、これを承諾した。徳田が採用された理由は、塚本曰く「非常にスケベな顔だから」。
2004年12月からグローリークエストの『老人』、2006年8月から『禁断介護』シリーズ、2008年4月から『ボイン大好き亀市じいさん』シリーズが開始。いずれも若い女優と共演。主に70代に人気のある熟年ポルノ制作会社「ルビー」の作品に出演することで、スターとなった。徳田が共演するAV女優の年齢層は幅広く、日本最高齢のAV女優伊藤富士子と絡むこともあれば、50歳以上年下の女優を相手にすることもある。一時期、バイアグラを服用していたが、心臓発作を起こして以後は控えている。現在はAV出演のほか、勃起力改善法などのプロデュースも行っている。
2008年に、『タイム』、CNNで相次いで報道され話題になった。国際的にも知名度があり、ベトナムでは特に有名である。

## メディア出演
- 吉田照美 飛べ!サルバドール（文化放送、2014年8月22日）

## 著書
- 枯れないチカラ（宝島社、2014年2月7日）ISBN 9784800222633